# Lapitaichthys frickei
Lapitaichthys frickei är en fiskart som beskrevs av Werner Schwarzhans och Møller 2007. Lapitaichthys frickei ingår i släktet Lapitaichthys och familjen Bythitidae. Inga underarter finns listade i Catalogue of Life.